# Walter Moyano
Raymundo Walter Moyano Echevarren (ur. 26 grudnia 1933 w San Ramón) – urugwajski kolarz szosowy, uczestnik dwóch konkurencji Letnich Igrzysk Olimpijskich 1956, dwukrotny medalista igrzysk panamerykańskich, pięciokrotny mistrz Urugwaju, reprezentant kraju i klubu Club Ciclista Punta del Este.

## Rezultaty

### Igrzyska olimpijskie
| Igrzyska       | Konkurencja                             | Czas | Wynik |
| -------------- | --------------------------------------- | ---- | ----- |
| Melbourne 1956 | Wyścig indywidualny ze startu wspólnego | DNF  | DNF   |
| Melbourne 1956 | Wyścig drużynowy ze startu wspólnego    | DNF  | DNF   |

### Igrzyska panamerykańskie
| Igrzyska     | Konkurencja  | Czas     | Wynik |
| ------------ | ------------ | -------- | ----- |
| Meksyk 1955  | 175 km druż, | 13.45.09 | 2.    |
| Chicago 1959 | 189 km druż. | 23 pkt   | 3.    |

### Mistrzostwa Urugwaju
- 1956 – srebrny medal
- 1957 – złoty medal
- 1960 – złoty medal
- 1962 – brązowy medal
- 1963 – złoty medal
- 1964 – złoty medal
- 1965 – srebrny medal
- 1966 – srebrny medal
- 1968 – srebrny medal
- 1969 – złoty medal[5]